# Tomáš Kafka
Tomáš Kafka (* 20. Mai 1965 in Prag) ist ein tschechischer Diplomat, Schriftsteller und Übersetzer.

## Leben
Kafka wurde 1965 als Sohn des Herausgebers und Übersetzers Vladimir Kafka geboren, der aber bereits 1970 verstarb. Tomáš Kafka studierte von 1983 bis 1988 an der Prager Karls-Universität Geschichte und Russisch. Ende der 1980er Jahre gehörte er zu den Mitbegründern der Zeitschriften Dolmen und Kvašňák. Er trat in den diplomatischen Dienst der Tschechoslowakei ein. Von 1991 bis 1995 arbeitete er als Attaché für Kultur, Presse, Forschung und Bildung in der Außenstelle der tschechoslowakischen und dann tschechischen Botschaft in Deutschland in Berlin. Es folgte von 1995 bis 1997 eine Tätigkeit als Referent für die deutschsprachigen Länder. 1998 wurde er tschechischer Co-Geschäftsführer des Deutsch-Tschechischen Zukunftsfonds in Prag.
Im Jahr 2005 übernahm er die Funktion als Direktor der Abteilung für Mitteleuropa, die er bis 2008 innehatte. Er ging noch im gleichen Jahr als tschechischer Botschafter nach Irland. Dieses Amt versah er bis 2013. Von 2014 bis 2020 war er wiederum Direktor der Mitteleuropa-Abteilung, zugleich von 2017 bis 2020 auch stellvertretender Vizeminister für Europäische Angelegenheiten.
Am 20. August 2020 wurde er Tschechiens Botschafter in Deutschland. Er amtierte bis 2024.
Kafka, dessen Vater der Übersetzer von Werken Franz Kafkas ins Tschechische war, betätigt sich auch als Übersetzer deutschsprachiger Werke, so von Bernhard Schlink, Durs Grünbein, Thomas Brussig Heinrich Hoffmann, Wilhelm Busch, Jiří Gruša, Werner Schwab und René Pollesch. Aus dem Tschechischen ins Deutsche übersetzte er Gedichte von Ivan Wernisch. Außerdem schreibt er auch selbst Kindergeschichten, Theaterstücke und Gedichte. Eine Verwandtschaft mit Franz Kafka besteht nicht.
Neben Tschechisch spricht Kafka auch Deutsch, Englisch und Russisch. 2001 wurde er mit dem Bundesverdienstkreuz ausgezeichnet, 2006 erhielt er den Kunstpreis zur deutsch-tschechischen Verständigung. Sein Onkel Frantisek Cerny war in den 1990er Jahren ebenfalls Botschafter in Deutschland, der Schriftsteller František Kafka (1909–1991) war sein Großvater.

## Werke (Auswahl)
Gedichtbände:
- Kvaše, 1994
- Ze světa, 1996
- Verše v roce, 2005

Theaterstücke:
- Tragedy, 2002
- Golden goal, Fotbal to je life, 2004
- Hry s Karlem, 2004
- Míčové hry, 2007[1]